# Rebecca (cantora)
Rebecca Alves (Rio de Janeiro, 5 de junho de 1998), ou apenas Rebecca, anteriormente conhecida como MC Rebecca, é uma cantora e dançarina brasileira. Ela foi a Rainha das Passistas da Escola de Samba Salgueiro, de 2016 até 2019, e decidiu investir mais na sua carreira artística, investindo também no canto, além da dança e das campanhas publicitárias a qual participava, e no início começou cantando funk carioca, porém em entrevistas revelou que adoraria cantar samba, pois cantava este ritmo musical informalmente quando tentava iniciar sua carreira. Atualmente também canta música pop e funk melody. A artista é gerenciada pela empresária Kamilla Fialho, a mesma que gerencia a carreira de Lexa e que gerenciava Anitta até 2014.

## Biografia e carreira
Os primeiros passos de Rebecca como artista foram na quadra do Salgueiro, como passista. Foi lá onde passou dez anos dedicada ao Carnaval, até que teve que optar pela nova carreira. A música "Cai de Boca", uma composição de Ludmilla, fez muito sucesso na sua voz, nos bailes funks cariocas. "Eu tive que escolher entre samba e o funk. A Ludmilla me deu a música 'Cai de Boca' e eu comecei a fazer shows. Não dava para fazer os dois. O funk precisa de uma dedicação enorme. São muitas apresentações e compromissos. O samba não deu pra acompanhar", disse ela. Assim que "Cai de Boca" foi gravada, estourou rapidamente no Rio de Janeiro. "Foi em uma semana e foi bem louco". Rebecca se lançou como MC com o single de estreia "Cai de Boca", composta peor Ludmilla e produzida pelo DJ Zebrinha.
"Recebi um presente da Ludmilla. Sou muito agradecida a ela. O proibidão foi pelo DJ Zebrinha e, desde que ela saiu, tudo mudou na minha vida”. Empresariada pelo Rennan da Penha, Rebecca não pretende deixar o posto de Rainha das Passistas que já ocupa há 3 anos. “Pretendo continuar no Salgueiro. Lá é minha segunda casa".

## Vida pessoal
Nascida e criada em uma família humilde do subúrbio carioca, no Morro São João, uma favela pertencente ao bairro do Engenho Novo, foi criada por seus tios maternos, visto que seu pai abandonou sua mãe grávida, e ela não o conheceu, e quando era recém nascida sua mãe foi presa por roubo. Ela ficou no conselho tutelar até os seis meses de vida, quando seu avô conseguiu tirá-la de lá, e a guarda definitiva ficou com seus tios. Ela cresceu visitando a mãe na prisão, e em entrevistas revelou que havia se acostumado com isto, e que este fator não representou um trauma em sua vida. Ela passou a conviver com a mãe no final da adolescência, quando a mesma fora libertada.
Em 2017 nasceu, de parto normal, no Rio de Janeiro, sua filha, a quem batizou de Morena. Revelou a mídia que cria a filha sozinha, pois seu ex-namorado não quis assumir a paternidade da criança. Em entrevistas afirmou ter orgulho de ser negra, funkeira e mãe solteira. Discreta quanto a vida pessoal, eventualmente é vista acompanhada de homens anônimos e famosos, mas não assumiu nenhum relacionamento sério. Rebecca é bissexual.

## Discografia

### Singles

#### Como artista principal
| Ano  | Título                                      |
| ---- | ------------------------------------------- |
| 2018 | Cai de Boca                                 |
| 2018 | Me Chupa Me Ama                             |
| 2018 | Quico e Sensualizo                          |
| 2018 | Coça de Xereca                              |
| 2018 | Coça de Rebecca                             |
| 2019 | Ao Som do 150                               |
| 2019 | Do meu Jeito                                |
| 2019 | Revezamento                                 |
| 2019 | Sento Com Talento                           |
| 2019 | Ela é Tão Boa                               |
| 2019 | Deslizo e Jogo                              |
| 2019 | Vem Mulher                                  |
| 2019 | Jogo pra Tu                                 |
| 2019 | Cinderelas                                  |
| 2019 | Repara                                      |
| 2020 | Pentada Sem Sentimento                      |
| 2020 | Enquanto Tiver Funk é Carnaval              |
| 2020 | Tarada                                      |
| 2020 | Empurradinha 2.0                            |
| 2020 | Macetinho (Com FP do Trem Bala)             |
| 2020 | Medo do Escuro                              |
| 2020 | Tô Presa em Casa (Carentena)                |
| 2020 | Te Levar Pro Cantin (Carentena)             |
| 2020 | Só pra Você (Carentena)                     |
| 2020 | Novinha da Quebrada                         |
| 2020 | Johnny                                      |
| 2020 | Ela Vai Atrás (Carentena)                   |
| 2020 | Coragem (Com As Baías)                      |
| 2020 | Cupido (Com DJ Zullu)                       |
| 2020 | Big Bum (Com MC WM e DJ Yuri Martins)       |
| 2020 | Mãe África (Com Mumuzinho e Lucas e Orelha) |
| 2020 | A Preta é Braba (Com Karol Conká)           |
| 2020 | A Coisa Tá Preta (Com Elza Soares)          |
| 2020 | Hitzão da Porra                             |
| 2020 | Quarto Escuto (Com PK e Mad Dogz)           |
| 2021 | Tô Preocupada (Com Anitta e DJ Will 22)     |
| 2022 | Barbie (Com Pocah, Lexa e Danny Bond)       |
| 2023 | AEIOU (Com Pabllo Vittar e Vivi Wanderley)  |

#### Como artista convidada
| Título             | Ano  | Artista(s)                                         | Melhores posições | Melhores posições | Certificações | Álbum                         |
| Título             | Ano  | Artista(s)                                         | BRA               | POR               | Certificações | Álbum                         |
| ------------------ | ---- | -------------------------------------------------- | ----------------- | ----------------- | ------------- | ----------------------------- |
| “Maconha e Pente”  | 2013 | Heavy Baile                                        | —                 | —                 | —             | Não adicionado a nenhum álbum |
| "Nossa Que Isso"   | 2019 | WC no Beat part. Karol Conká, Djonga e MC Rogê     | —                 | —                 | —             | Não adicionado a nenhum álbum |
| "Combatchy"        | 2019 | Anitta, Luísa Sonza e Lexa                         | —                 | 25                | - : Ouro      | Não adicionado a nenhum álbum |
| “Deixa Ele Maluco” | 2020 | Rennan da Penha                                    | —                 | —                 | —             | Segue o Baile (Ao Vivo)       |
| “Cheguei”          | 2020 | WC no Beat part. Karol Conká, Mc Zaac & Preto Show | —                 | —                 | —             | Griff                         |

## Filmografia

### Cinema e Televisão
| Ano  | Título                    | Personagem     | Notas                          |
| ---- | ------------------------- | -------------- | ------------------------------ |
| 2019 | De Férias com o Ex Brasil | Participante   | Temporada 5                    |
| 2022 | Me Tira da Mira           | Rebeca (Refém) |                                |
| 2022 | Barba, Cabelo & Bigode    | Raquel         | Original Netflix               |
| 2022 | Vai que Cola              | Ela mesma      | 10ª Temp. - Episódio 38        |
| 2024 | Encantado's               | Beca           | Episódio: "Funcionário do Mês" |

## Prêmios e indicações
| Ano  | Prêmio                | Categoria                  | Indicação                                                       | Resultado | Ref.   |
| ---- | --------------------- | -------------------------- | --------------------------------------------------------------- | --------- | ------ |
| 2019 | MTV Millennial Awards | Zika do baile              | Rebecca                                                         | Indicado  | [ 10 ] |
| 2019 | MTV Millennial Awards | Danceokê                   | "Ao Som do 150"                                                 | Indicado  | [ 10 ] |
| 2019 | MTV Millennial Awards | Feat. do Ano               | "Nossa Que Isso" — WCnoBeat part. Karol Conká, Djonga e MC Rogê | Indicado  |        |
| 2020 | MTV Millennial Awards | Feat Nacional              | "Combatchy"                                                     | Venceu    | [ 11 ] |
| 2020 | MTV Millennial Awards | Melhor clipe feito em casa | "Tô presa em casa"                                              | Indicado  | [ 11 ] |
| 2020 | MTV Millennial Awards | Zika do baile              | Rebecca                                                         | Indicado  | [ 11 ] |